# Gioacchino Basile
Gioacchino Basile (Palermo, 16 giugno 1949) è un sindacalista italiano, che si è opposto alla mafia.

## Biografia
Terminati gli studi e svolto il servizio militare a Novi Ligure, nel 1971 venne assunto come operaio presso la Fincantieri, dove iniziò presto a svolgere attività sindacale. Arrivò ad essere eletto rappresentante dei lavoratori nel consiglio di fabbrica nel 1988 e nel consiglio del CRAL aziendale l'anno successivo.
In seguito alle sue denunce contro le compromissioni mafiose nell'azienda e al coinvolgimento dei lavoratori nella lotta contro la mafia, venne espulso dal sindacato (FIOM-CGIL) nel 1990 e nello stesso anno venne licenziato.
Dopo gli arresti dovute alle sue denunce e l'inserimento nel "Programma di protezione dei testimoni" per fatti di mafia, riottenne nel 1997 la tessera del sindacato (CGIL) e lavorò come consulente presso lo stesso sindacato e per il sindaco di Palermo, incarico che svolse fino alla fine del 2001. Nel 1999 dopo la relazione conclusiva della Commissione antimafia sui fatti da lui denunciati, venne imposta la sua riassunzione in Fincantieri, da cui tuttavia si dimise nello stesso anno.
Alle elezioni politiche del 2001 è candidato con l'Italia dei Valori nel collegio di Palermo-Capaci, ottenendo il 3,1%, senza essere eletto.
Nel 2002 fu consulente per la fiction televisiva "A voce alta", dedicata alla sua vicenda dalla RAI.
Nel 2003 ebbe l'incarico di consulente esterno per il Ministero dell'Interno per il Programma operativo nazionale "Sicurezza per lo sviluppo del Mezzogiorno d'Italia". Per due mesi nel 2004 è stato consulente del sindaco di Monfalcone, dimettendosi pubblicamente per divergenze con l'amministrazione comunale.
Nel 2008 si è candidato alla presidenza della Regione autonoma Friuli-Venezia Giulia con la lista civica "Amici di Beppe Grillo Friuli-Venezia Giulia".
Nel luglio del 2011 Gioacchino Basile ha accettato la candidatura a sindaco di Palermo propostagli da Forza Nuova, poi alle elezioni comunali del maggio 2012, con la lista "Liberiamo Palermo" ottiene lo 0,11%.

## Lotta contro la mafia
In seguito alla morte di Pio La Torre e all'arrivo a Palermo del generale Carlo Alberto dalla Chiesa, iniziò ad interessarsi alla lotta contro la mafia.
Nel maggio 1987 presentò alla procura di Palermo un primo esposto firmato da 120 lavoratori, con il quale denunciava la presenza della criminalità organizzata all'interno dello stabilimento navale. Contemporaneamente iniziò a scrivere articoli di denuncia prima sul giornale aziendale (Dopolavoro Notizie) e quindi sulle testate giornalistiche locali. Scrisse inoltre lettere di denuncia (nel 1988 al segretario del PCI Achille Occhetto, con 518 firme, e nel 1989 al sindaco di Palermo e alle associazioni cittadine, con 750 firme). In seguito alle denunce il suo ufficio venne distrutto. Il 2 novembre del 1989 organizzò uno sciopero al di fuori del sindacato contro la presenza mafiosa nell'azienda.
Anche dopo l'espulsione dal sindacato e il licenziamento continuò la sua attività di denuncia: nel  1992 a seguito di un altro esposto presentato venne convocato presso la Procura della Repubblica. Un terzo esposto presentato nel 1993 era corredato da fotografie che comprovavano le attività illecite relative a rifiuti tossici. Il 20 ottobre del 1994, a seguito di 700 lettere di richiesta, fu ricevuto dalla presidente della Commissione parlamentare antimafia, Tiziana Parenti.
L'8 marzo 1995 si ebbe la prima condanna, a quattro anni di reclusione di uno dei personaggi coinvolti nelle vicende della Fincantieri e il 12 luglio del 1997 fu emanato un mandato di cattura per numerosi altri personaggi. Il 26 maggio del 1999 fu pubblicata la relazione conclusiva della Commissione antimafia sulle compromissioni tra Fincantieri e la mafia e sulle omissioni istituzionali nella vicenda.
Nel 1999 costituì l'associazione Antiracket di Palermo, della quale venne eletto presidente, restando in carica fino alle sue dimissioni nel 2001.
Nel 2002, in occasione della consulenza per la fiction televisiva "A voce alta", dedicata alla sua vicenda, si occupò dell'uccisione di Paolo Borsellino e ritenne che la morte del magistrato fosse legata alle vicende della Fincantieri. Successivamente presentò in diverse conferenze e convegni pubblici le sue convinzioni sul movente della strage di via D'Amelio.
Nell'ottobre del 2007 ha fondato l'associazione "Centro studi Astrea" di cui è presidente.